# François III de Gruyère
Pour les articles homonymes, voir François III et François de Gruyère.
François III de Gruyère, mort en 1500, est un comte de Gruyère, baron d'Oron, seigneur de Surpierre et de Sales, co-seigneur de Bellegarde et de Corsier, conseiller et chambellan du duc de Savoie, de la fin du XVe siècle.

## Biographie

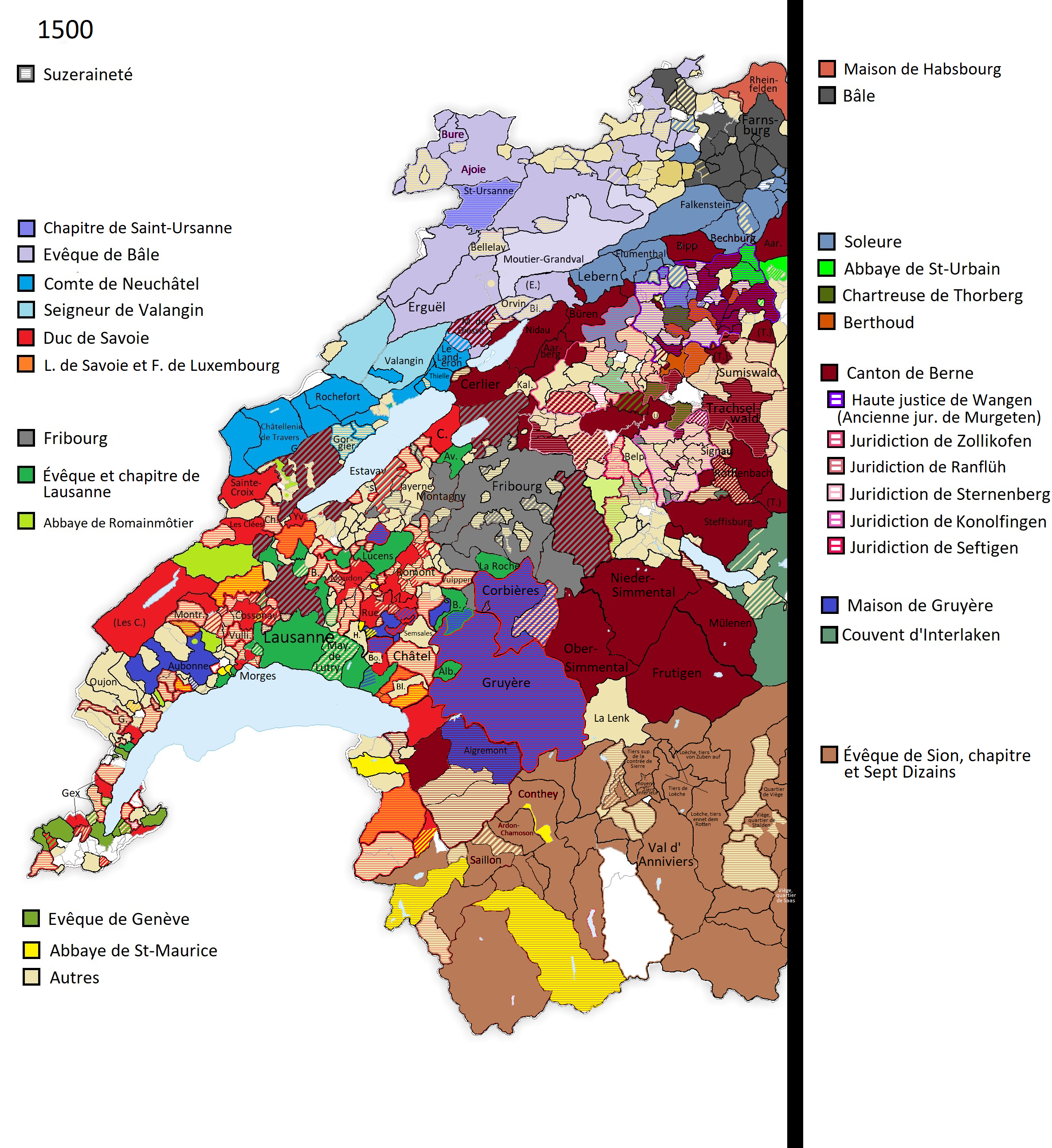
Carte de l'actuelle Suisse occidentale en 1500.

François est le fils cadet du comte de Gruyère, François Ier et de Bonne Costa,. Il a deux frères, Louis (mort vers 1492), qui succède à leur père, et Mamert (vers 1470 - après 1523), prieur de Broc.
Il succède à son neveu François II mort à l'âge de dix-sept ans en 1499,. Avant cela il avait reçu la seigneurie de Surpierre, celle d'Oron avec la maison de Vevey (dite « maison d'Oron ») et la co-seigneurie de Bellegarde. 
Avec sa mort s'éteint la branche ainée des comtes de Gruyère. Sans enfants, c'est le fils de Jean II de Montsalvens, donc petit-fils d'Antoine de Gruyère qui dispute à Hélène le comté de Gruyère. La coutume « Souchère » stipulait que, pour succéder, il fallait descendre de « celui qui avait mis l'héritage dans la famille » offrant ainsi, d'après la loi Burgonde en vigueur dans la Gruyère, le droit à Hélène de reprendre le comté.
Cette dernière ayant déjà reçue une somme équivalente à sa portion d'héritage et la coutume préférant un garçon à une fille, Jean III ligua contre elle une partie du comté et vit se ranger de son côté Georges de Menthon, François de Gingin et François Champion. Hélène put compter sur le soutien du seigneur de Vergy, de Claude de Neuchâtel-Valangin comte d'Aarberg, de Charles et Gabriel de Seyssel ainsi que d'autres seigneurs. De son côté le peuple se divisait en deux factions : la châtellenie de Gruyère préférant Hélène alors que la montagne du Gessenay et le Château-d'Œx, berceau de la famille, penchaient pour Jean III. Plus le temps passait et plus le risque d'une guerre civile se précisait. Le 1er août 1500 la population et la noblesse de la ville et la châtellenie de Gruyère proclamèrent comte et seigneur de Gruyère Jean III de Montsalvens.